# بوكينغ
بكينغ (بالألمانية: Pocking) هي بلدة ألمانية تقع في ألمانيا في باساو.

## المدن التوأمة
مدينة المطلة هي مدينة توأمة لـبكينغ.